# Scalenus sericeus
Scalenus sericeus là một loài bọ cánh cứng trong họ Cerambycidae.